# 海北綱親
海北 綱親（かいほう つなちか）は、戦国時代の武将。浅井氏の家臣。

## 略歴
綱親の四男が後に近江国の瓜生の地に帰農したことから、この地が綱親の本拠地だったと推定される。赤尾清綱や雨森清貞と共に「浅井三将」と称され、浅井家3代にわたって仕えた重臣で軍奉行を務めた。天正元年（1573年）小谷城が織田信長に攻められて落城した時に討ち死にしたとされる。
綱親は智勇兼備の武将で、羽柴秀吉にもその実力を恐れられた。

## 死亡時期
天正元年の織田氏による戦死の根拠として、綱親の孫友雪が描き、更にその子の友竹が賛を付け紙した「友松夫妻像」（個人蔵）での記述によるもので、この記述が『本朝画史』にも採用され以後長く定説とされた。しかし、友松の血を引く郷土史家海北顕英の研究によると、通説より40年以上前にあたる天文4年（1535年）1月に出された敵側の感状に、浅井亮政が京極氏家臣・多賀貞隆の邸宅を夜襲した際に綱親は討ち死にを遂げたと書かれており、この食い違いは友竹が綱親と同じく善右衛門を名乗った綱親の嫡男とを混同したためと考えられる。
ただし実際の史料には「海北善右衛門」を短縮した「海善」とあるのみで、これが綱親の事であるという実証はされていない。